# Muskogee (miasto)
Muskogee – miasto w Stanach Zjednoczonych, w stanie Oklahoma, siedziba administracyjna hrabstwa Muskogee. Według spisu w 2020 roku liczy 36,9 tys. mieszkańców. 

## Znani ludzie z Muskogee
- Reubin Askew – polityk
- Don Byas – saksofonista jazzowy
- Gene Conley – koszykarz
- Ester Dean – piosenkarka, autorka tekstów piosenek
- Terrence Holder – trębacz i bandlider jazzowy
- Pee Wee Russell – klarnecista jazzowy
- Jay McShann – pianista, wokalista i bandlider jazzowy
- John W. Saunders – biolog
- Carrie Underwood – wokalistka country[2]
- Claude Williams – skrzypek jazzowy